# Ferrari 488
El Ferrari 488 es un automóvil superdeportivo de dos puertas biplaza, con motor central-trasero montado longitudinalmente y de tracción trasera, producido por el fabricante italiano Ferrari de 2015 a 2020.
El primero en ser introducido fue el 488 GTB berlinetta, para reemplazar al anterior 458 Italia como su sucesor. Se lanzó el 3 de febrero de 2015, antes de su estreno mundial en el Salón del Automóvil de Ginebra en marzo de ese mismo año.

## Diseño
Fue diseñado por Flavio Manzoni y ganó el premio Red Dot "Mejor de los mejores" de Diseño de Producto en 2016.
Su carrocería ha sido diseñada para aumentar la carga aerodinámica en un 50% sobre los 458 mientras que reduce la resistencia aerodinámica. Un nuevo separador ("splitter") doble delantero cumple dos funciones: aumentar el enfriamiento del radiador forzando el aire hacia ellos y canalizar el aire sobre los generadores de vórtice del fondo plano para crear efecto de tierra, sin agregar arrastre no deseado. Un alerón trasero soplado de nuevo diseño, que es en realidad una solapa con ranura, integrado en la cubierta trasera y la defensa, aumenta la carga aerodinámica sin necesidad de un ala levantada. El central "Aero Pillar" desvía el aire bajo el cuerpo plano del coche, mientras que dos respiraderos en el cofre proporcionan una salida para el aire de las entradas duales de la defensa delantera, reduciendo todavía más la presión de aire sobre la parte delantera del coche.
Los generadores de vórtice de la carrocería trabajan para reducir la presión de aire debajo del coche, aumentando así la carga aerodinámica en general. Un difusor trasero más grande trabaja para aumentar la velocidad del aire que sale del fondo plano para bajar la presión de aire, conjuntamente con las aletas variables aerodinámicas activas que reducen la fricción y aumentan la carga aerodinámica según lo controlado por un microprocesador.
Las tomas de aire laterales festoneadas son un homenaje a los encontrados en el 308 GTB y están divididos por una división central. El aire que entra en la parte superior de admisión, es parcialmente dirigido hacia la entrada del turbocompresor, mientras que el resto se dirige a través de la parte trasera del coche y sale al lado de las luces traseras, aumentando la presión de aire detrás del coche para reducir la resistencia aerodinámica. El flujo de aire que ingresa por la entrada inferior, se dirige hacia los intercoolers para enfriar la carga de admisión.

## Especificaciones

### Motor

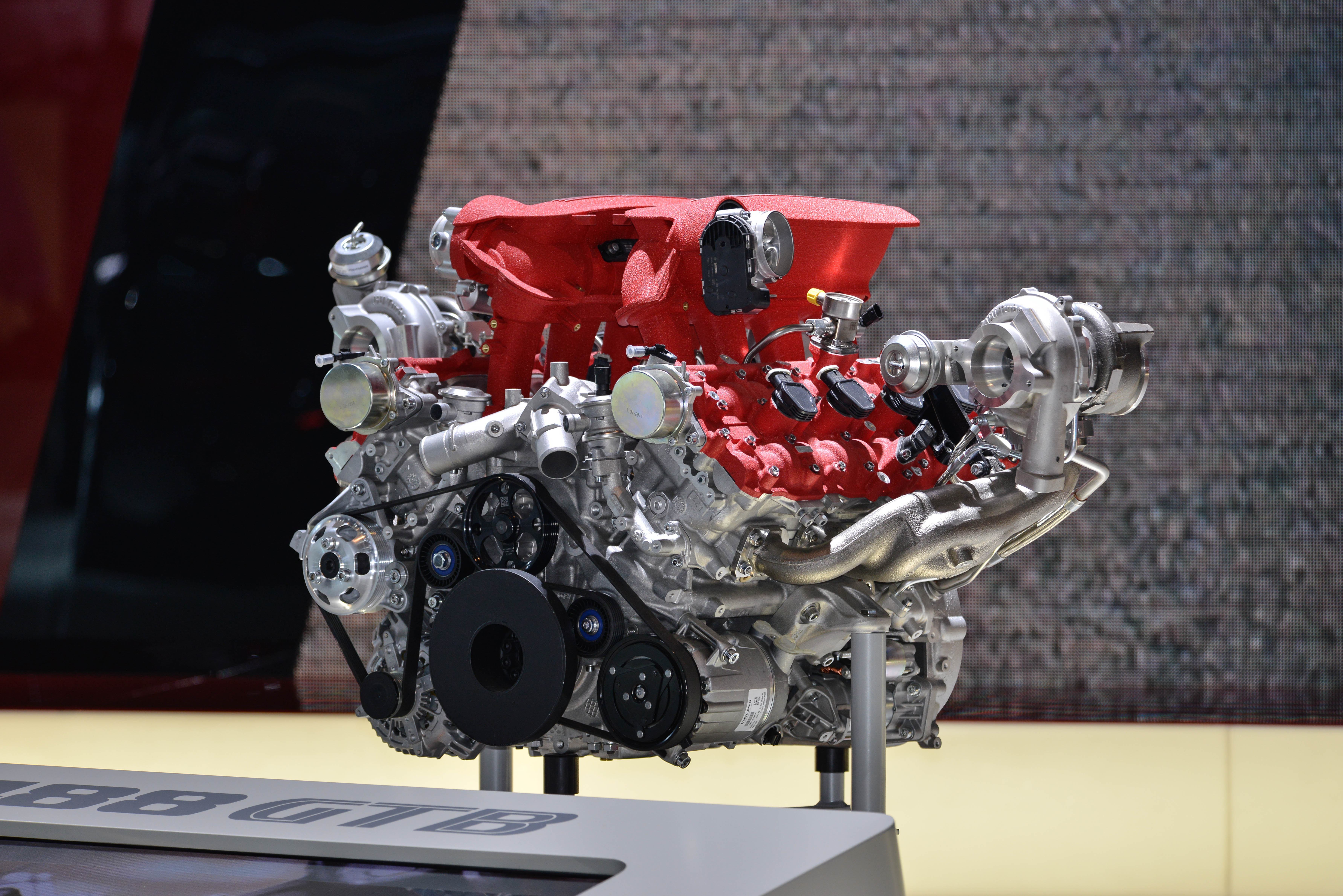
Motor del 488.

Está equipado con un motor V8 a 90° con código "F154CB" de 3902 cm³ (3,9 L; 238,1 plg³) (488 cc unitarios por cilindro, de ahí el nombre), más pequeño en desplazamiento y de más alta potencia que el del 458, el cual está construido enteramente en aleaciones de aluminio, con un diámetro x carrera de 86,5 x 83 mm (3,41 x 3,27 pulgadas), suministro de combustible vía inyección directa, una relación de compresión de 9.4:1 y un sistema de lubricación por cárter seco.
Está sobrealimentado por dos turbocompresores paralelos tipo twin-scroll suministrados por IHI/Honeywell y dos intercoolers para la refrigeración. Los álabes del compresor están fabricados de aleación de baja densidad Ti-Al, utilizada a menudo en los motores a reacción para reducir la inercia y resistir altas temperaturas dentro del turbo.
Produce una potencia máxima de 670 CV (661 HP; 493 kW) a las 8000 rpm y un par máximo de 760 N·m (561 lb·pie) a las 3000 rpm. Esto resulta en unos valores récord para Ferrari de potencia específica con 171,7 CV por litro y un par motor específico de 194,8 N·m por litro.
Fue nombrado "el supercoche de 2015" por la revista Top Gear y marca un paso de Ferrari hacia los motores con turbocompresor, luego de más de 60 años con los motores atmosféricos de alta cilindrada que caracterizaban a la marca.

### Rendimiento
Su rendimiento es de una aceleración de 0 a 100 km/h (62 mph) en 3 segundos, 0 a 200 km/h (124 mph) en 8.3 segundos, cubriendo el 1/4 milla (402 m) en 10.45 segundos, de 0 a 1 km (0,62 milla) en 18.7 segundos y continuando a una velocidad máxima superior a los 330 km/h (205 mph). Tiene una relación peso a potencia en seco de 2,04 kg/cv.

### Consumo
En cuanto a su consumo de combustible, es de 21 L/100 km (4,8 km/L; 11,2 mpgAm) en el bajo, 11,7 L/100 km (8,5 km/L; 20,1 mpgAm) en el medio, 10,9 L/100 km (9,2 km/L; 21,6 mpgAm) en el alto, 12,4 L/100 km (8,1 km/L; 19,0 mpgAm) en el extra alto y 12,9 L/100 km (7,8 km/L; 18,2 mpgAm) en el mixto.

### Eficiencia
Sus emisiones de CO2 son de 478 g (16,9 onzas)/km en el bajo, 266 g (9,4 onzas)/km en el medio, 247 g (8,7 onzas)/km en el alto, 282 g (9,9 onzas)/km en el extra alto y  294 g (10,4 onzas)/km en el mixto.

### Transmisión
La única transmisión disponible es una caja de cambios de doble embrague tipo F1 de 7 velocidades, fabricada por Getrag y basada en la unidad utilizada en el anterior 458.
| 1.ª   | 2.ª   | 3.ª   | 4.ª   | 5.ª   | 6.ª   | 7.ª   | Reversa | Final |
| ----- | ----- | ----- | ----- | ----- | ----- | ----- | ------- | ----- |
| 3.334 | 2.285 | 1.728 | 1.369 | 1.115 | 0.875 | 0.642 | 2.979   | 4.375 |

### Chasis y bastidor

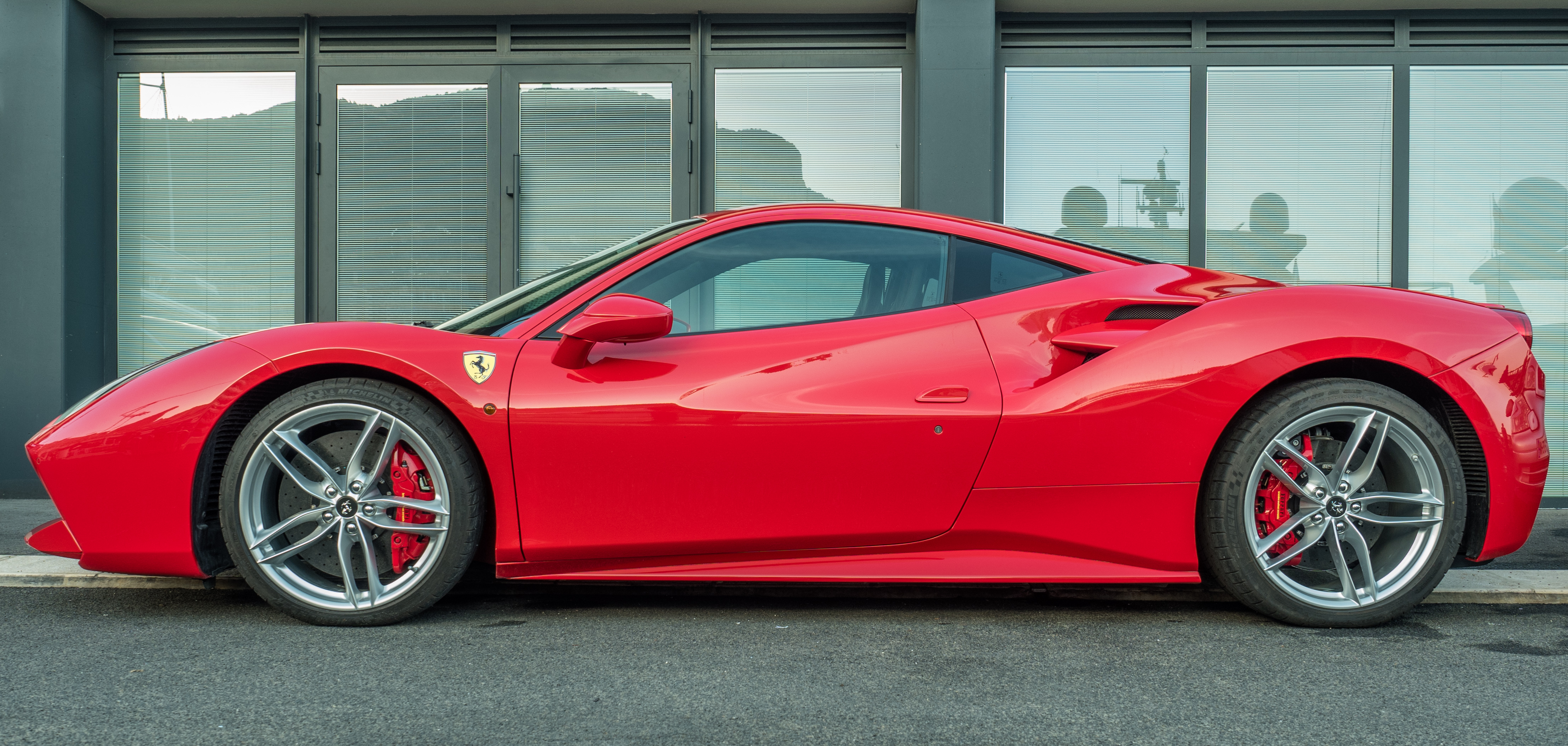
Vista lateral en Mónaco.

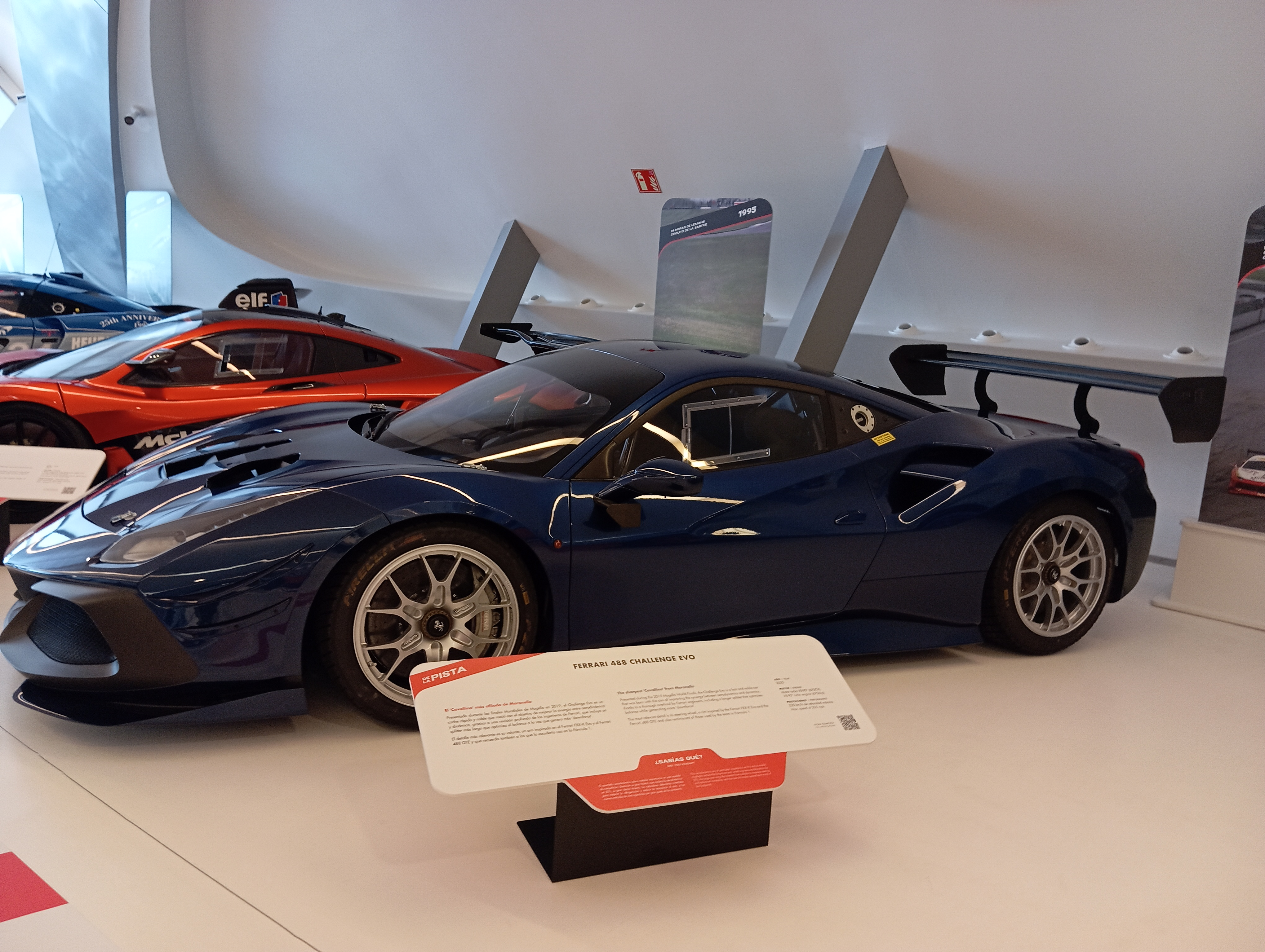
En Mobility City.

Tiene un peso en seco de 1370 kg (3020 lb), mientas que en orden de marcha es de 1475 kg (3252 libras), con una distribución de peso de 41.5% en la parte delantera y 58.5% en la parte trasera. La capacidad del tanque de combustible es de 78 litros (20,6 galAm).
Los frenos mejorados se suministran derivado de la tecnología usada en el Ferrari LaFerrari, construidos con los nuevos materiales que reducen el tiempo necesario para alcanzar temperatura de funcionamiento óptima. Los tamaños de los discos ventilados y perforados carbono-cerámicos con ABS, son de 398 mm (15,7 pulgadas) en la parte delantera y 360 mm (14,2 pulgadas) en la parte trasera. Estos avances supuestamente reducen las distancias de detención un 9% sobre los 458.
Unos nuevos rines de aleación de 5 radios fueron diseñados especialmente, midiendo los neumáticos Michelin Pilot Sport 2 delanteros 245/35 ZR20 x 9 pulgadas (50,8 x 22,9 cm) y los traseros 305/30 ZR20 x 11 pulgadas (50,8 x 27,9 cm).

## Variantes

### 488 Spider

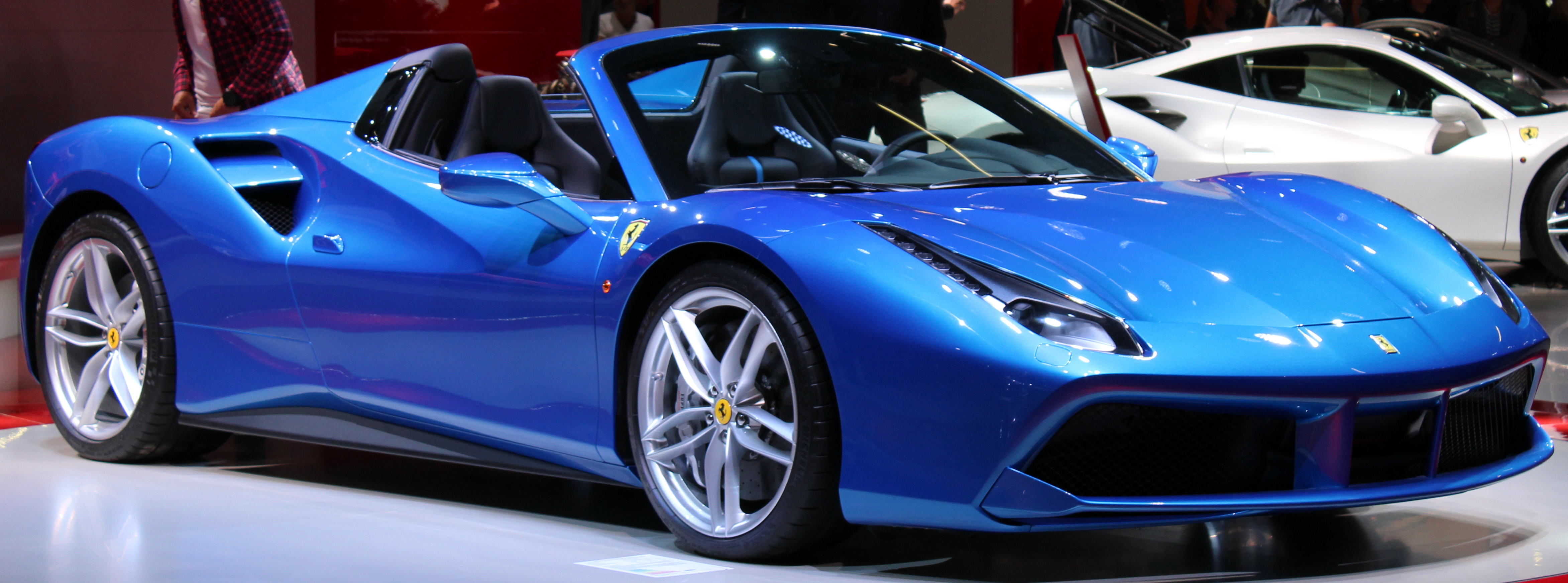
En el Salón del Automóvil de Fráncfort de 2015.

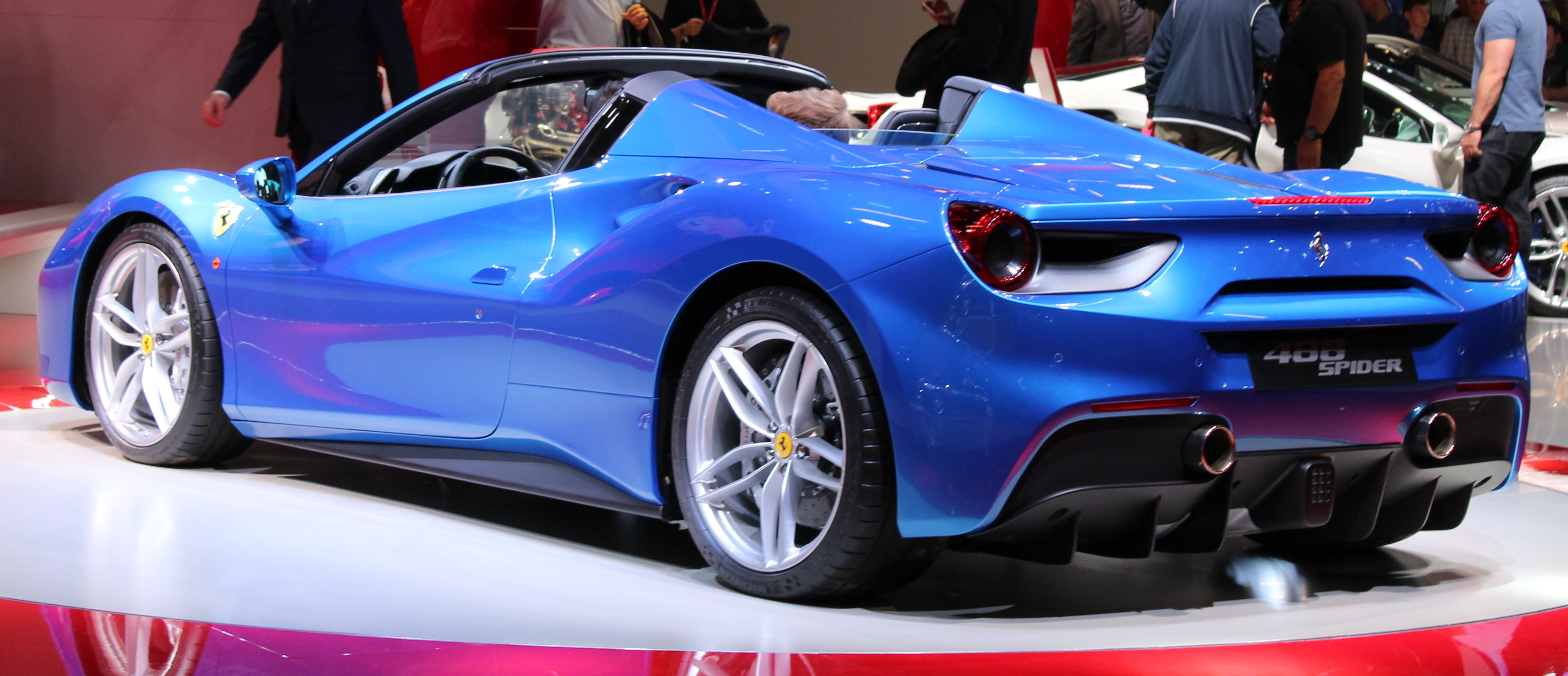
Vista trasera 3/4.

Es una variante con un techo rígido descapotable, una solución que le permite ahorrar 25 kg (55 libras), si se compara con el anterior 458 Spider al que reemplaza. Aerodinámicamente, es el Spider más eficiente en la historia de la marca. Ferrari lanzó sus primeras imágenes a finales de julio de 2015 y el coche debutó en el Salón del Automóvil de Fráncfort en septiembre de ese mismo año, luciendo en color Blu Corsa, diferente al tradicional Rosso Corsa.
Su mecánica es igual que el 488 GTB, incluyendo el mismo motor. Es más pesado que el coupé y más ligero que el anterior 458 Spider. Sus aceleraciones no han cambiado: de 0 a 100 km/h (62 mph) en 3 segundos, de 0 a 200 km/h (124 mph) en 8,7 segundos y una velocidad máxima ligeramente inferior de 325 km/h (202 mph).
En cuanto a su construcción, usa hasta 11 aleaciones de aluminio distintas, magnesio y otros materiales que le permiten tener un chasis un 23% más rígido que su antecesor y casi igual que el 488 GTB.
El techo retráctil tarda 14 segundos en abrirse o cerrarse y como novedad, incorpora una ventanilla posterior que se puede bajar de forma independiente cuando lleva la capota abierta. Esa luneta que hará la función de paravientos cuando va el coche descapotado, dispone de tres posiciones diferentes para mejorar la aerodinámica.

### 488 Pista

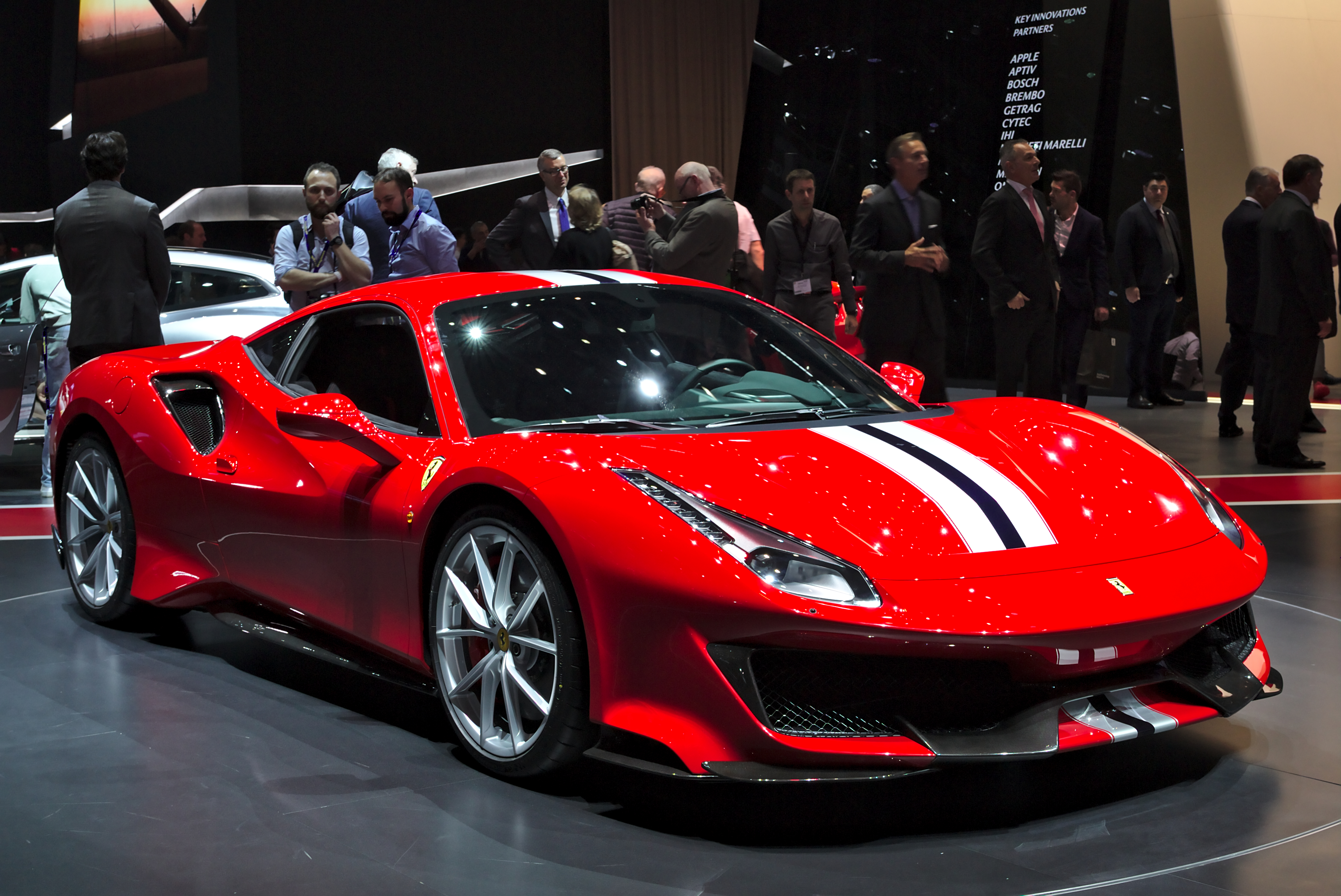
En el Salón del Automóvil de Ginebra de 2018.

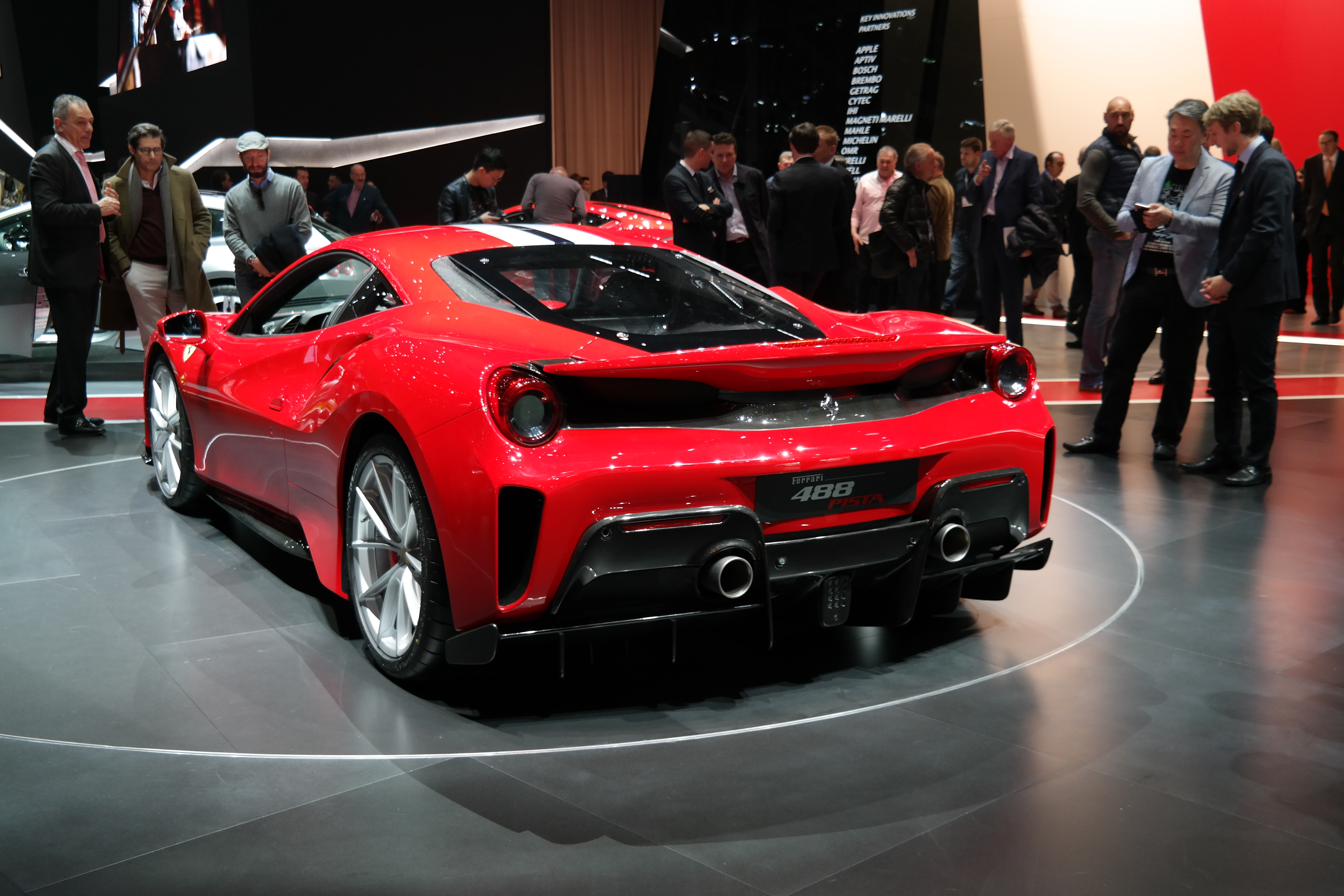
Vista trasera.

El 6 de marzo de 2018, se presentó el 488 Pista en el Salón del Automóvil de Ginebra. Ha recibido muchas modificaciones mecánicas y exteriores para hacerlo más capaz que el 488 GTB. Su motor genera una potencia de salida de 720 CV (710 HP; 530 kW) a las 8000 rpm y un par máximo de 770 N·m (568 lb·pie) a las 3000 rpm debido al uso de nuevos árboles de levas, un intercooler más grande, pistones reforzados, bielas de titanio y colectores de escape de Inconel tomado del 488 Challenge. Las revisiones de la transmisión también permiten cambios en 30 milisegundos.
Para ayudar a mejorar todavía más el rendimiento, los túneles de admisión de aire se han movido de los flancos al alerón trasero para optimizar el flujo de aire limpio. Otros cambios en el exterior incluyen difusores debajo del cuerpo y el difusor trasero compartido con el 488 GTE. En total, el auto genera un 20% más de carga aerodinámica que el 488 GTB.
En el interior, la fibra de carbono y alcantara se utilizan en todo para reducir el peso. En general, es 200 lb (91 kg) más liviano que el 488 GTB debido al uso de fibra de carbono en el cofre, las defensas y el alerón trasero. También incorpora un sistema de control de ángulo de deslizamiento lateral que tiene un E-Diff3, F-Trac y una suspensión magnetoreológica para mejorar el manejo a altas velocidades. Estas modificaciones permiten que acelere de 0 a 100 km/h (62 mph) en 2,85 segundos, de 0 a 200 km/h (124 mph) en 7,6 segundos  y una velocidad máxima de 340 km/h (211 mph).

### 488 Pista Spider

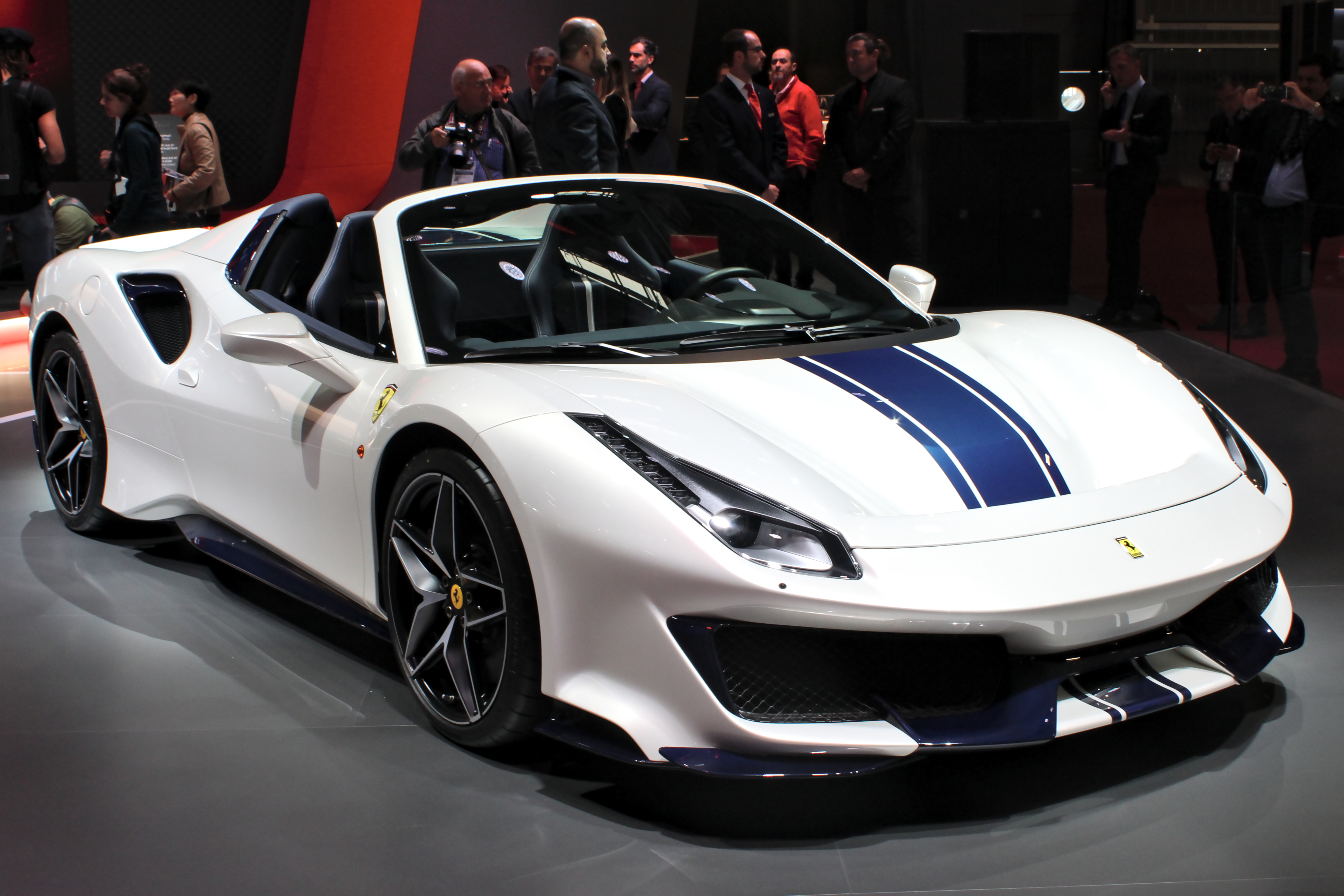
En el Salón del Automóvil de París de 2018.

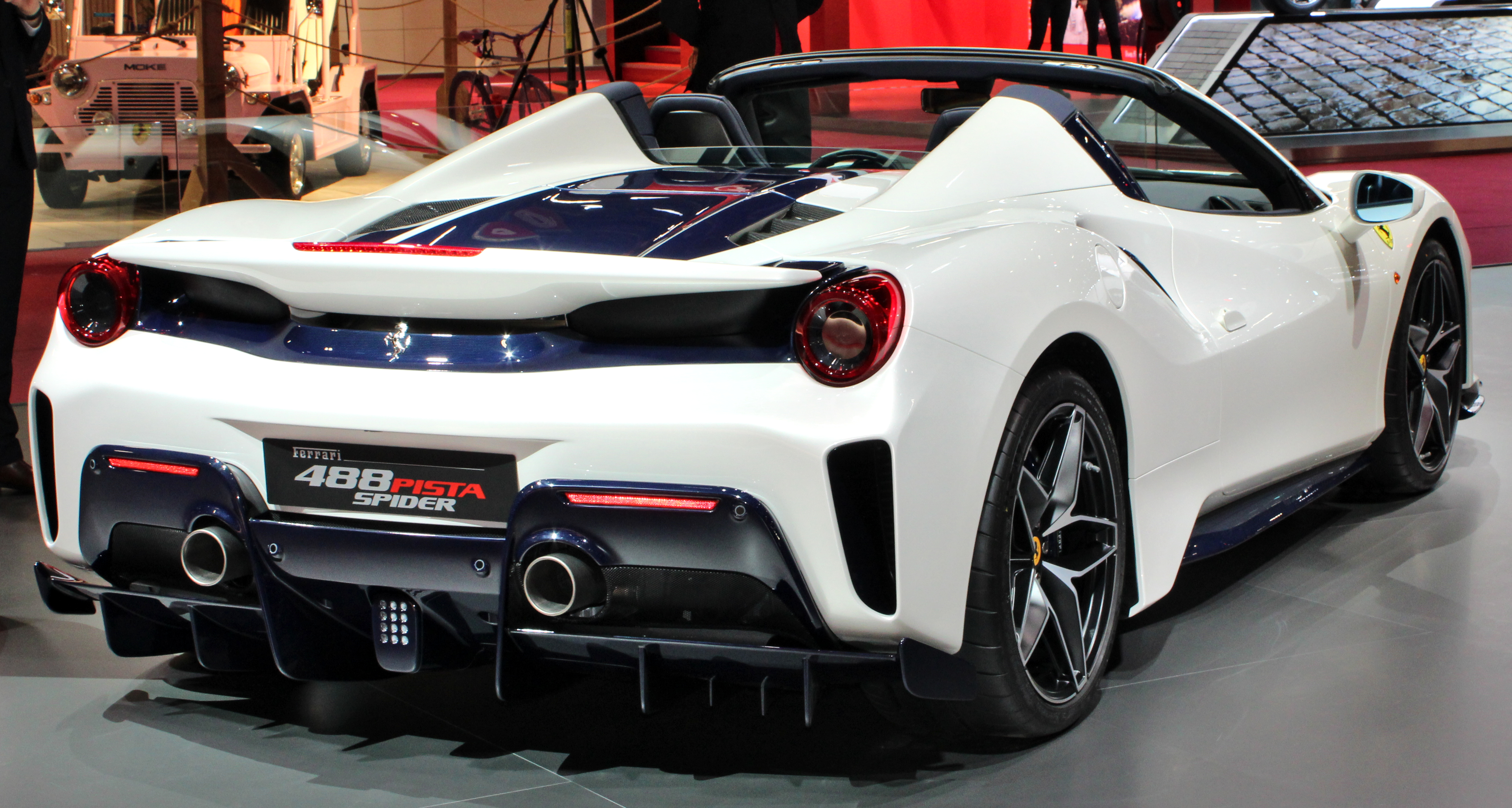
Vista trasera.

Se presentó en 2018 en el Concours d’Elegance de Pebble Beach, California, la variante descapotable de su berlinetta más enfocada a los circuitos: el 488 Pista Spider. Es el descapotable número 50 de Maranello.
Según el fabricante italiano, tiene una relación peso a potencia de 1,92 kg/cv, gracias tanto a un peso reducido como al hecho de equipar el mismo motor del 488 Pista más potente de la historia de la marca. Gracias a esas cifras, le permiten acelerar de 0 a 100 km/h (62 mph) en 2,85 segundos, de 0 a 200 km/h (124 mph) en 8 segundos y una velocidad máxima de 340 km/h (211 mph).
El modelo de 4,61 m (181,5 pulgadas) de largo, 1,98 m (78,0 pulgadas) de ancho y 1,21 m (47,6 pulgadas) de altura, tiene un peso en vacío de 1380 kg (3042 lb), facilitado por componentes de fibra de carbono o aluminio. En el interior, los asientos son de carbono, las alfombrillas se han sustituido por planchas de aluminio y los tiradores de las puertas son simples cintas de tela.
Presenta llantas de aleación de 20 pulgadas (50,8 cm) en un diseño de 10 radios en efecto estrella, con acabado de tipo diamante, aunque de forma opcional se pueden equipar llantas de fibra de carbono que reducen el peso en un 20% con respecto a las de serie.

### Ferrari J50

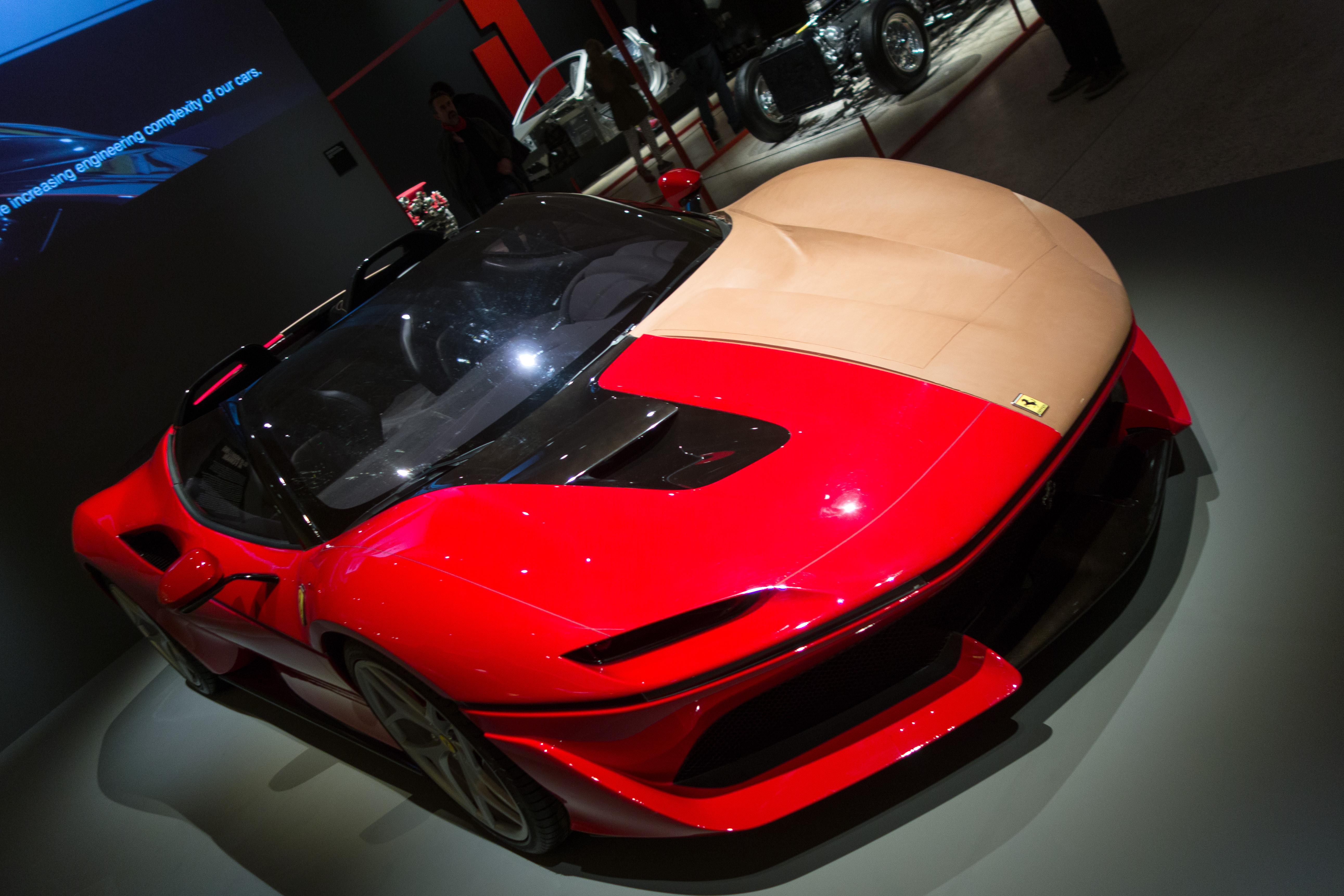
J50 en el Museo del Diseño de Londres en 2018.

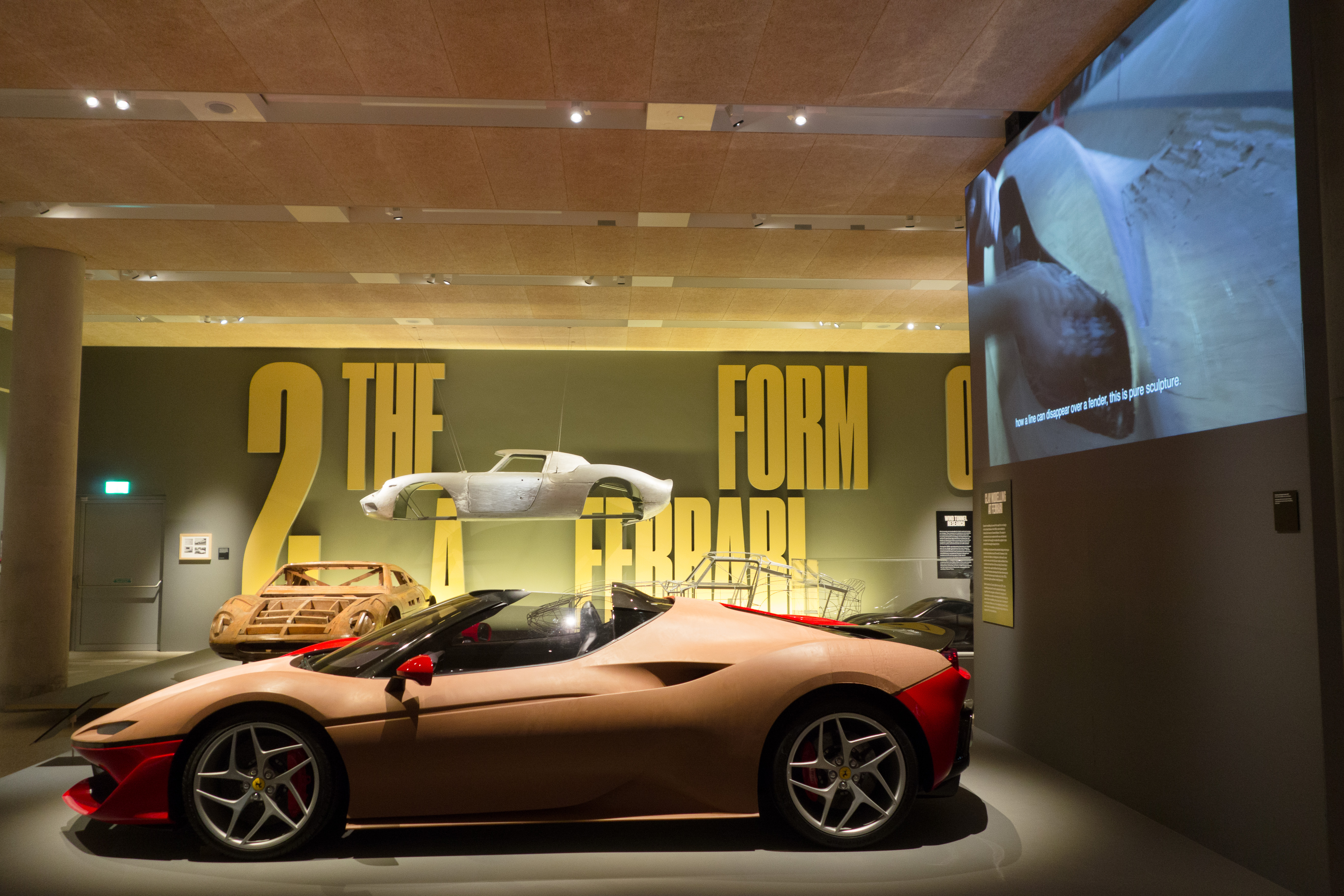
Vista lateral.

Es una variante del 488 Spider. Fue diseñado por Flavio Manzoni y Ferrari Styling Center construido para celebrar medio siglo de presencia de Ferrari en Japón con los que la marca italiana quiere homenajear sus 50 años de relación con país del sol naciente (de ahí su nombre). Se han construido solamente 10 unidades entre 2016 y 2017. Tomando como base el 488 Spider, el J50 se convierte en uno de los descapotables más exclusivos de la marca. Presumiblemente, todos tomaron rumbo hacia Japón.
Está propulsado por el mismo motor de la versión normal, aunque su potencia máxima asciende hasta los 690 CV (681 HP; 507 kW). Por dentro, el habitáculo es similar al 488 con alcantara, cuero y fibra de carbono, pero irán todos personalizados al gusto de cada cliente.
Tiene un techo duro de fibra de carbono que se desmonta en dos partes y se aloja en un espacio tras los asientos traseros. Conjuga ciertas influencias de modelos antiguos de la marca con soluciones técnicas novedosas para mejorar la aerodinámica.
El parabrisas está todavía más tendido y acortado. Para la refrigeración, los radiadores adoptan una nueva posición que mejora el flujo del aire, al igual que todo el morro con nuevas ópticas LED y unas tomas de aire más grandes. En la zaga se presenta una nueva imagen, que empieza presidida por los arcos de seguridad, una tapa del motor transparente, aditamentos aerodinámicos y un enorme difusor con dos grandes salidas, con unas esbeltas llantas de 20 pulgadas (50,8 cm).

## En competición
Las versiones de carreras del 488 GTB son las sucesores de los Ferrari 458 Italia GT2, 458 Italia GTC y 458 Italia GT3. Tienen una carrocería más agresiva en comparación con las especificaciones GTE y GT3 de los 458 Italia, debido a las nuevas regulaciones de 2016 de la FIA GTE y GT3, mientras que su motor es el mismo utilizado para el modelo de calle, como indica el reglamento. En ese mismo año, el 488 GTE fue incorporado por AF Corse en el Campeonato Mundial de Resistencia de la FIA, compitiendo en las 24 Horas de Le Mans, mientras Risi Competizione lo alineó simultáneamente en 2016 en el IMSA WeatherTech SportsCar Championship. Tanto el 488 GTE como el GT3, se dieron a conocer en el Mondiali Ferrari de 2015 que tuvo lugar en el Circuito Mugello.

### 488 GTE

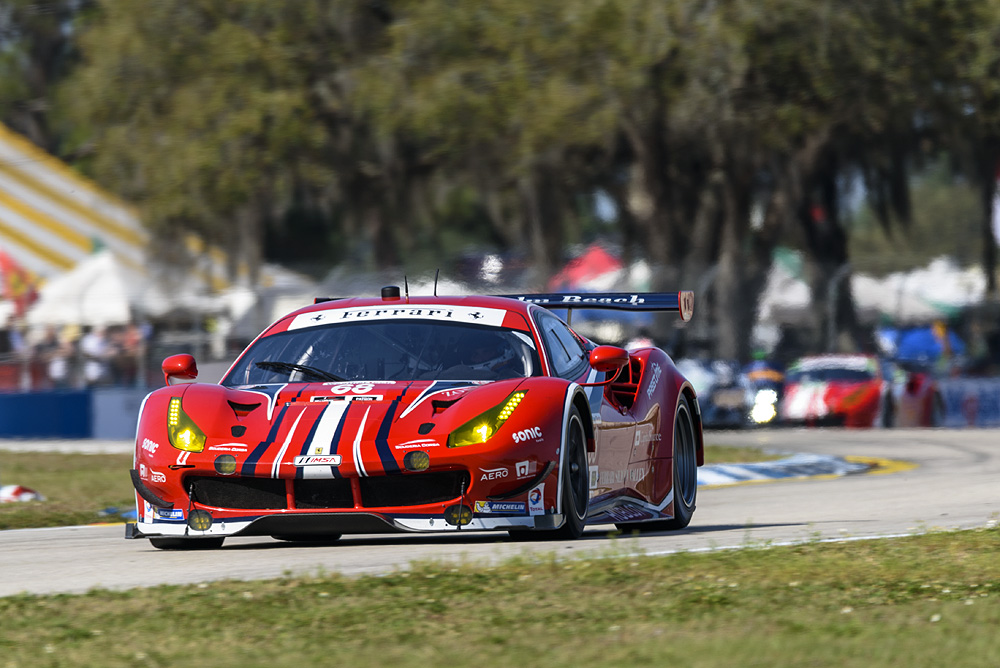
488 GTE no. 68 del equipo Scuderia Corsa en las 12 Horas de Sebring de 2016.

Debutó en 2016 bajo la normativa ACO GTE para Le Mans dentro de la categoría Gran Turismo. Ha sido preparado para las carreras de resistencia más importantes del mundo y tenía como objetivos principales ganar los títulos del FIA WEC y del IMSA SportCars Championship, además de Le Mans.
Sustituye al exitoso 458 GTE y muestra numerosas novedades para ser más competitivo y poderoso que su predecesor. La principal modificación se encuentra en su interior y en el motor derivado del Ferrari F154 de producción. El principal problema ha sido el estudio de consumos y la introducción del turbo. Para esa versión, desarrolla una potencia de 490 HP (497 CV; 365 kW) y un par motor de 650 N·m (479 lb·pie), que transmite al tren trasero acoplado a una transmisión semiautomática de 6 velocidades con levas detrás del volante.
El chasis ha sido desarrollado en aluminio con refuerzos en acero para la jaula de seguridad. Cuenta con numerosos apéndices aerodinámicos que combinados con el nuevo difusor ajustable más largo y bajo y el prominente alerón trasero, mejoran la eficiencia aerodinámica y el agarre en curva.  El frontal ha sido muy estudiado para optimizar el flujo de aire al motor, junto con la inclusión de un splitter delantero en fibra de carbono. También se ha conseguido aumentar su potencia en 20 HP (14,9 kW) y reducir el peso en 15 kg (33 libras), permitiendo mejorar unos 2 segundos por vuelta en Le Mans.
Hizo su debut de la competición en la 1ª ronda de la temporada 2016 del WeatherTech SportsCar Championship en las 24 Horas de Daytona, el 30 y 31 de enero. El 488 GTE de la Scuderia Corsa finalizó 10º y 4º en la clase GTLM. En las 24 Horas de Le Mans, el coche de Risi Competizione finalizó en el 2º lugar.
En 2017, el 488 GTE hizo su debut en pista con la primera carrera del IMSA WeatherTech SportsCar Championship en las 24 Horas de Daytona, donde el coche de Risi Competizione terminó en el tercer lugar en la clase de GTLM, el cual cuenta con una potencia base de 485 CV (478 HP; 357 kW) con una cilindrada de 3996 cm³ (4 litros).

#### 488 GTE LEGO
Se ha convertido en un completo set de 1677 piezas de un tamaño generoso con unos 48 cm (18,9 pulgadas) de largo y al que no le falta detalle. La librea del equipo AF Corse con la franja tricolor italiana está replicada, incluyendo el dorsal n.º 51 que luce el coche real que conducen Alessandro Pier Guidi y James Calado.
Es el primer modelo que LEGO Technic diseña junto a la gente de Maranello y se nota en sus distintos detalles dentro y fuera, como un motor V8 con pistones funcionales, al igual que la suspensión delantera y trasera o su gran aleron trasero con ángulo regulable. Entre otros detalles, las puertas se abren al igual que el cofre, para permitir apreciar mejor lo que se esconde en su interior, así como un volante también funcional que gira las ruedas.

### 488 GT3

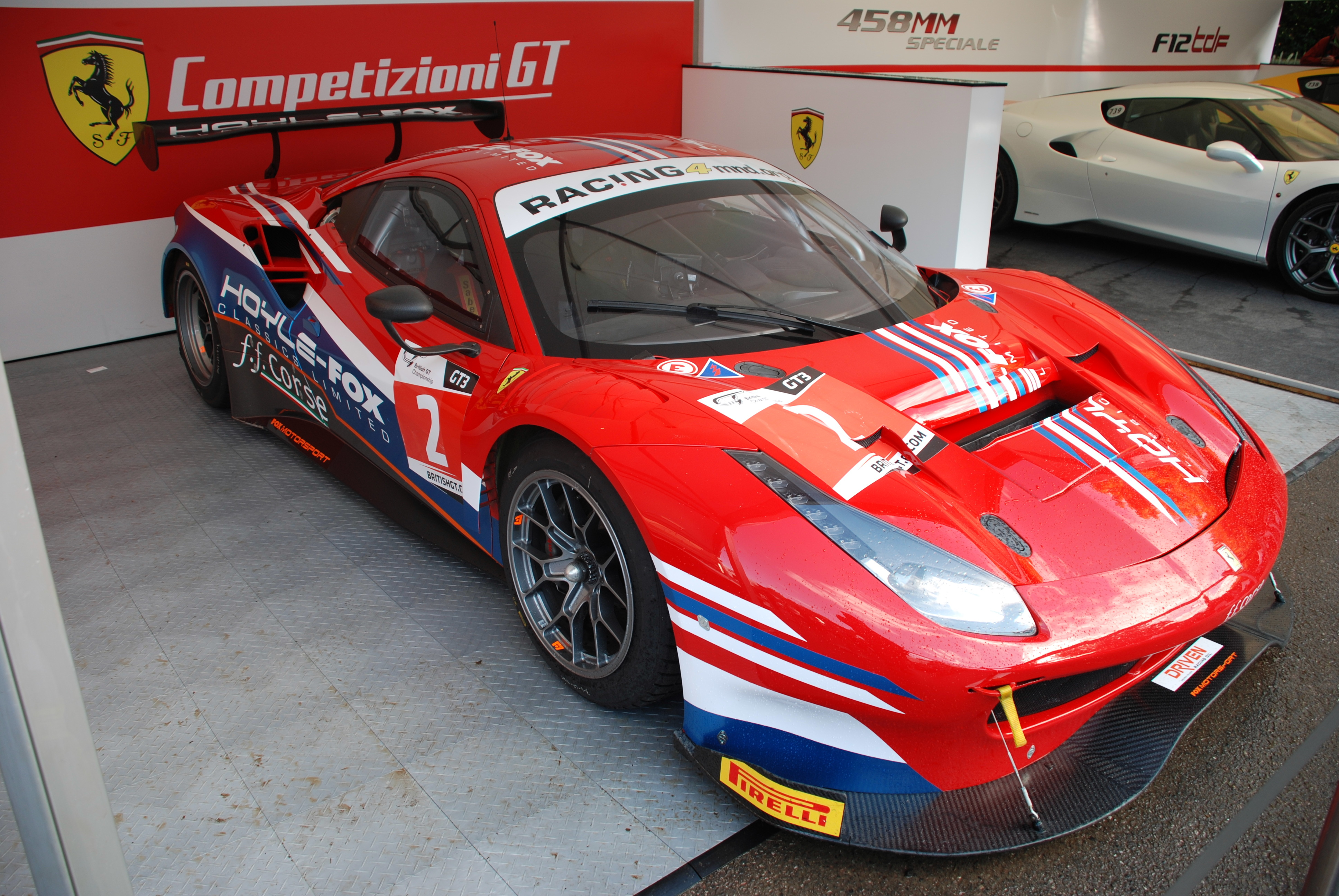
En el Festival de la Velocidad de Goodwood de 2016.

El 488 GT3 hizo su debut de competición mundial en la ronda 2 del Campeonato de Australia de GT de 2016, en el Circuito de Albert Park en Melbourne el 17 de marzo (la ronda fue funcionada como una categoría de apoyo al Gran Premio de Australia de 2016). El italiano Andrea Montermini y el piloto danés Benny Simonsen, compartieron el auto con el equipo australiano Vicious Rumor Racing. Durante las cuatro carreras que compusieron la ronda, Montermini terminó 5.º en la primera carrera y 14.º en la tercera, mientras que Simonsen terminó 2.º en la segunda y 6.º en la cuarta y última carrera.
En febrero de 2017, el 488 GT3 perteneciente a Maranello ganó los 1000 km de Bathurst. El coche tomó la carrera desde la pole position y en su mayor parte se quedó en la parte delantera. Esta fue la segunda victoria de Ferrari en el evento, ambos ganados en 2014 y 2017 por Maranello Motorsport.
En octubre de 2019, se presentó el 488 GT3 EVO 2020, que incorpora un nuevo paquete aerodinámico que le confiere el apellido EVO y que ajusta varios de sus elementos, a lo que se suma una reducción de peso y otros detalles. Es la nueva versión de competición del 488 GTB, desarrollado para competir en los principales campeonatos internacionales de GT y ha sido develado en el Ferrari Finali Mondiali, en el circuito de Mugello.
Se han invertido un total de 18000 horas en desarrollar esta nueva versión, entre cálculos, simulaciones y pruebas en el túnel de viento. Los principales cambios están a nivel aerodinámico: el frontal ha sido rediseñado por completo, integrando un nuevo labio y aperturas laterales, además de ensanchar la entrada de aire delantera. También se ha ajustado el alerón para optimizar el flujo de aire, así como las puertas anteriores, cuyo diseño es más afilado y se ha aumentado la distancia entre ejes en 5 cm en comparación con el 488 GTB de calle, con lo que reduce el desgaste de los neumáticos y facilita la conversión de GT3 a GTE. Por otra parte, se ha reducido su peso con elementos más ligeros, como nuevos asientos desarrollados en colaboración con Sabelt que, además de ser más rígidos, robustos y contar con nuevos cinturones y anclajes, son 2,4 kg (5,3 libras) más ligeros. El motor permanece inalterado, aunque dispone de un paquete adicional 24H/Endurance.
También en 2019, el piloto de Yamaha y nueve veces campeón del mundo de MotoGP, Valentino Rossi, voló desde Tailandia hasta Italia para probar el 488 GT3 del equipo Kessel en Misano. Debido a su participación el 14 de diciembre en la carrera de las 12 Horas de Abu Dabi en el circuito de Yas Marina, su asistencia en el Rally de Monza fue cancelada.

#### 488 GT3 LEGO
También se ha creado una versión LEGO Speed Champions para construir del coche que ganó el campeonato IMSA SportsCar de 2016. Cuenta con habitáculo para una minifigura, parabrisas desmontable y detalles de diseño de gran realismo. Incluye también un trofeo para imaginar escenas de competición.

### 488 GT Modificata
Se trata de una nueva edición limitada y un modelo reservado para su uso en circuitos, o "track days", pero con el que no se podrá competir. La idea de base tomar toda la experiencia y el saber hacer en las competiciones de gran turismo en un superdeportivo extremo y reservado. Solamente podrá rodar en circuito en track days y en eventos del Ferrari Club Competizioni GT. En principio, no se podrá matricular ni participar en competiciones.
Se toma como base el modelo que compite en las categorías GT3 y GTE. Esta nueva versión combina las soluciones más efectivas e innovadoras de ambos coches en uno solo, pero al no estar sujeto a un reglamento deportivo, se ha podido prescindir del BOP o balance of performance de la FIA y que tiende a nivelar a la baja las prestaciones y rendimientos de todos los coches de una parrilla.
Su motor ha sido modificado para alcanzar los 700 CV (690 HP; 515 kW), gracias a una gestión más libre y extrema, orientada a buscar el mejor tiempo por vuelta en un circuito, el cual está acoplado a una caja de cambios robotizada con embrague en fibra de carbono y disponible con diferentes relaciones.
Su aerodinámica poco tiene que ver con la de un 488 GTE, ya que los ingenieros decidieron mover el centro de presión hacia delante para generar una mayor carga sobre el eje delantero sin aumentar la resistencia general, lo que deriva en una mayor eficiencia y sensibilidad a los cambios en el ángulo del alerón trasero, con unos 1000 kg (2205 libras) de apoyo aerodinámico a 230 km/h (143 mph).